# Gorgonya
În mitologia rusă , Gorgonya este un monstru sub înfățișarea unei femei cu șerpi în păr. Ea știe toate limbile, iar privirea sa ucide. Se spune că cel care va reuși să o decapiteze pe Gorgonya, va ieși învingător în fiecare luptă, dacă va avea cu el capul monstrului.